# Josè Facchini
Josè Facchini (* 7. März 1972 in Ferrara) ist ein ehemaliger italienischer Squashspieler.

## Karriere
Josè Facchini spielte von 1999 bis 2011 auf der PSA World Tour und gewann in dieser Zeit auf dieser zwei Titel. Seine höchste Platzierung in der Weltrangliste erreichte er mit Rang 61 im Januar 2001. Mit der italienischen Nationalmannschaft nahm er 1995 und 2009 an der Weltmeisterschaft teil. Zudem gehörte er zwischen 1990 und 2004 viele Male zum italienischen Kader bei Europameisterschaften. Im Einzel erreichte er 2009 das Achtelfinale. In den Jahren 2000, 2009 und 2010 wurde er italienischer Meister.

## Erfolge
- Gewonnene PSA-Titel: 2
- Italienischer Meister: 3 Titel (2000, 2009, 2010)